# Golf & Country Club de Bonmont
De Golf & Country Club de Bonmont is een Zwitserse golfclub bij Chéserex in kanton Vaud.
Aan de voet van de 1677 meter hoge Dôle ligt aan de rand van het Meer van Genève het Landgoed van Bonmont (Domaine de Bonmont) met een kasteel, een 18-holes golfbaan en de oudste Zwitserse cisterciënzer kerk van het begin van de twaalfde eeuw.
De golfclub werd in 1980 opgericht door werd in 1982 opgericht door Henri-Ferdinand Lavanchy. De 18-holes par 72 golfbaan werd  ontworpen door golfbaanarchitect Donald Harradine en twintig jaar later door zijn zoon Peter vernieuwd. De baan geeft uitzicht over het meer, de Alpen en het Mont Blancmassief.
De golfschool staat sinds 1991 onder leiding van Gavin Healey, die toen ook coach van het nationale team was. Hij was van 2001-2010 honorair-secretaris van de Zwitserse PGA. 
In het Château de Bomont heeft de golfclub een restaurant, een brasserie, zes hotelkamers en twee suites.

## Trivia
- In 2003 werd op Bonmont het PGA Kampioenschap gespeeld, dat door Steve Rey werd gewonnen.
- In het aan de baan gelegen Château de Bonmont bevindt zich een viersterrenhotel.